# 1976年の日本競馬
1976年の日本競馬（1976ねんのにほんけいば）では、1976年（昭和51年）の日本競馬界についてまとめる。馬齢は旧表記で統一する。
1975年の日本競馬 - 1976年の日本競馬 - 1977年の日本競馬

## できごと

### 1月 - 3月
- 1月9日 - 香港で行われた国際騎手招待競走に、日本から中央競馬の郷原洋行騎手が出場する[1]。
- 3月1日 - 中央競馬の中山大障害の負担重量が変更となり、基本58キログラム、大障害1勝ごとに2キロ増とすることになった[1]。

### 4月 - 6月
- 4月1日
  - 財団法人馬事文化財団が設立される[1]。
  - 公営競技の公営企業金融公庫への納付金率が0.5%から0.7%に引き上げられる[1]。
- 4月18日 - 厩務員労組の労働争議のため、2回中山・阪神の7日・8日開催、および3回東京・京都1日開催が取りやめとなる。皐月賞は3回東京2日開催に代替施行された[1]。
- 4月29日 - 日本中央競馬会元理事の長谷川清が勲三等瑞宝章を受章する[1]。
- 5月1日 - 北海道軽種馬振興公社が設立される[1]。
- 5月22日 - 中央競馬で試行中の新型自動発売機が完成し、後楽園場外発売所に設置される[1]。
- 6月1日 - 日本軽種馬登録協会が毛色および特徴記載要領を一部改正、従来の毛色7種類に加えて青鹿毛が加わり、また粕毛が原毛色の違いにより「栗粕毛」「鹿粕毛」「青粕毛」に区分された[2]。
- 6月6日 - 全日本騎手連盟が設立される[2]。
- 6月19日 - 中央競馬で3回中山開催から「ユニット馬券（複合勝馬投票券）」の発売・払戻が試行された[2]。

### 7月 - 9月
- 9月8日 - 銀座場外発売所の払戻専用分館が業務開始する[2]。
- 9月9日 - 台風により高知競馬場と笠松競馬場に甚大が被害が出る[2]。
- 9月10日 - 競馬法発布50周年記念事業の一環として、日本中央競馬会が『競馬百科』を刊行する[2]。

### 10月 - 12月
- 10月9日 - 中央競馬で初の一般公募による電話投票が始まる[2]。
- 11月6日 - アメリカ合衆国建国200年記念として、アメリカ騎手招待競走を東京競馬場と京都競馬場で計4日間開催（11月6日-11月14日）、5名が招待された[2]。
- 11月6日 - アメリカ合衆国のローレル競馬場で行われたワシントンDCインターナショナルにフジノパーシアが出場、6着となる[2]。
- 11月16日 - 第8回ダービー卿チャレンジトロフィーの授与式のため、エドワード・ジョン・スタンレー第18代ダービー伯爵夫妻が来日する[2]。
- 11月21日 - 京都競馬場で第1回エリザベス女王杯が行われる。第1回の優勝馬はディアマンテ、優勝騎手は松田幸春[2]。
- 12月2日 - 第13回アジア競馬会議がインドで開かれ、日本中央競馬会の小沼勇常務理事らが出席する[2]。
- 12月7日 - 地方競馬全国協会の会長に斉藤誠が就任する[2]。

### その他
- 1月に中央競馬のオンラインネットワークシステムが完成し、この年12月までに全国10競馬場と14の場外発売所のオンライン化が完成した[1]。

## 競走成績

### 中央競馬の主な競走
- 第36回桜花賞（阪神競馬場・4月11日）優勝 : テイタニヤ（騎手 : 嶋田功）
- 第36回皐月賞（東京競馬場・4月25日）優勝 : トウショウボーイ（騎手 : 池上昌弘）
- 第73回天皇賞（春）（京都競馬場・4月29日） 優勝 : エリモジョージ（騎手 : 福永洋一）
- 第37回優駿牝馬（オークス）（東京競馬場・5月23日) 優勝 : テイタニヤ（騎手 : 嶋田功）
- 第43回東京優駿（日本ダービー）（東京競馬場・5月30日) 優勝 : クライムカイザー（騎手 : 加賀武見）
- 第17回宝塚記念（京都競馬場・6月6日）優勝：フジノパーシア（騎手：大崎昭一）
- 第37回菊花賞（京都競馬場・11月14日） 優勝 : グリーングラス（騎手 : 安田富男）
- 第1回エリザベス女王杯（京都競馬場・11月21日） 優勝 : ディアマンテ（騎手 : 松田幸春）
- 第74回天皇賞（秋）（東京競馬場・11月28日） 優勝 : アイフル（騎手 : 嶋田功）
- 第21回有馬記念（中山競馬場・12月19日） 優勝 : トウショウボーイ（騎手 : 武邦彦）

### 中央競馬・障害
- 第76回中山大障害（春）（中山競馬場・4月11日）優勝 : エリモイーグル（騎手 : 渡辺修一）
- 第77回中山大障害（秋）（中山競馬場・12月26日）優勝： サクラオンリー（騎手：平井雄二）

## 表彰

### 優駿賞
- 年度代表馬・最優秀4歳牡馬 トウショウボーイ
- 最優秀3歳牡馬 マルゼンスキー
- 最優秀3歳牝馬 セーヌスポート・フジビゼン
- 最優秀4歳牝馬 テイタニヤ
- 最優秀5歳以上牡馬 アイフル
- 最優秀5歳以上牝馬 該当馬なし
- 最優秀障害馬 サクラオンリー
- 最優秀アラブ トクノハルオー

## 誕生
この年に生まれた競走馬は1979年のクラシック世代となる。

### 競走馬
- 2月27日 - ハシハーミット
- 2月29日 - ホースメンテスコ
- 3月20日 - ニチドウアラシ、ニチドウタロー
- 3月24日 - カツアール
- 3月25日 - アグネスレディー
- 3月28日 - ホクトヒショウ
- 3月31日 - ミスカブラヤ
- 4月14日 - ビンゴガルー
- 4月22日 - テスコパール
- 4月25日 - トウケイホープ
- 5月13日 - カツラノハイセイコ
- 5月18日 - モガミ
- 5月22日 - マリージョーイ
- 5月25日 - テルテンリュウ
- 5月31日 - フジマドンナ

### 人物
- 1月11日 - 西村真幸調教師（JRA）
- 1月12日 - 幸英明騎手（JRA）
- 2月4日 - 高野友和調教師（JRA）
- 3月14日 - 服部茂史騎手（ホッカイドウ）
- 4月28日 - 大和田成調教師（JRA）
- 6月4日 - 小田部雪騎手（荒尾）
- 7月20日 - 野元昭嘉騎手（JRA）
- 9月27日 - 矢原洋一騎手（JRA）
- 9月29日 - 矢吹誠騎手（大井）
- 10月11日 - 堀場裕充騎手（金沢）
- 10月15日 - 西谷誠騎手（JRA）
- 12月9日 - 福永祐一騎手（JRA）

## 死去

### 競走馬
- 6月28日 - コダマ
- 8月2日 - ムーティエ
- 12月10日 - オートキツ